# Hyaleucerea minuta
Hyaleucerea minuta är en fjärilsart som beskrevs av Rothschild 1912. Hyaleucerea minuta ingår i släktet Hyaleucerea och familjen björnspinnare. Inga underarter finns listade i Catalogue of Life.